# The Bricklayer – Tödliche Geheimnisse
The Bricklayer – Tödliche Geheimnisse (Originaltitel The Bricklayer) ist ein US-amerikanischer Actionthriller aus dem Jahr 2024 von Regisseur Renny Harlin nach einem Drehbuch von Hanna Weg und Matt Johnson, basierend auf dem 2010 veröffentlichten gleichnamigen Roman des früheren FBI-Agenten Paul Lindsay unter dem Pseudonym Noah Boyd. In den Hauptrollen spielen Aaron Eckhart, Nina Dobrev, Clifton Collins Jr., Tim Blake Nelson und Ilfenesh Hadera.

## Handlung
Die Central Intelligence Agency wird von einem abtrünnigen Ex-Mitarbeiter erpresst. Er ermordet mehrere ausländische Journalisten und lässt es dabei so aussehen, als wären CIA-Agenten dafür verantwortlich.
Nachdem sich zunehmend andere Nationen gegen die USA wenden, holt die CIA den früheren Mitarbeiter Steve Vail aus dem Ruhestand in den aktiven Dienst zurück. Vail wird damit beauftragt, den Serientäter auszuschalten. Unterstützt wird er dabei von der als Aufpasserin abkommandierten Kollegin Kate.

## Besetzung und Synchronisation
Die deutschsprachige Synchronisation übernahm die FFF Grupe. Dialogregie führte Nicola Grupe-Arnoldi, das Dialogbuch schrieb Christian Ammann.
| Rolle                 | Darsteller          | Synchronsprecher |
| --------------------- | ------------------- | ---------------- |
| CIA-Direktor O’Malley | Tim Blake Nelson    | Matthias Klie    |
| Denis Stefanopoulos   | Ori Pfeffer         | Nikos Laskaris   |
| Greta Becker          | Veronica Ferres     | Veronica Ferres  |
| Kate Bannon           | Nina Dobrev         | Lara Trautmann   |
| Patricio              | Oliver Trevena      | Alexander Brem   |
| Steve Vail            | Aaron Eckhart       | Tom Vogt         |
| Triton                | Konstantin Adaev    | Dustin Peters    |
| Tye Delson            | Ilfenesh Hadera     | Rubina Nath      |
| Victor Radek          | Clifton Collins Jr. | Sven Gerhardt    |

## Produktion und Hintergrund
Der Film wurde von Eclectic Pictures, Millennium Media und G-BASE produziert, Produzenten waren Heidi Jo Markel (Eclectic Pictures), Les Weldon, Jeffrey Greenstein, Jonathan Yunger, Yariv Lerner (Millennium Media) sowie Danielle Robinson und Alan Siegel (G-BASE). Dreharbeiten fanden im März 2022 in Thessaloniki in Griechenland sowie in den Nu Boyana Film Studios statt.
Die Kamera führte Matti Eerikäinen, die Musik stammte von Walter Mair, die Montage verantwortete Iain Erskine und das Casting Nancy Foy. Das Szenenbild gestaltete Philip Murphy, das Kostümdesign Irina Kotcheva und die Maske Olena Andreitseva. Für die Titelrolle war ursprünglich 2011 Gerard Butler vorgesehen, der über die G-BASE an der Produktion beteiligt war. Von der Motion Picture Association wurde der Film mit einem R-Rating eingestuft.

## Veröffentlichung
In den USA erschien der Film am 5. Januar 2024.
Auf Blu-ray wurde der Film am 18. April 2024 in deutscher Sprachfassung veröffentlicht.

## Rezeption
Von den 24 bei Rotten Tomatoes aufgeführten Kritiken waren am 5. Mai 2025 50 Prozent positiv.
Lutz Granert vergab auf Filmstarts.de zwei von fünf Sternen. Einige ansehnliche Actionszenen hielten den zuweilen abenteuerlich aufgeblähten Plot gerade so zusammen. Der Film biete leidlich unterhaltsame, aber kaum spannende Agenten-Action.
Oliver Armknecht bewertete den Film auf film-rezensionen.de mit vier von zehn Punkten. Dieser sei eine weitere Actionfilm-Fließbandarbeit, die Geschichte strotze vor Klischees. Die Actionszenen seien brauchbar, aber auch nicht genug, um die Langeweile auszugleichen, die sich bald breitmache.
In den deutsche Prime-Video-Charts für die Zeit vom 30. Juli bis zum 9. August 2024 wurde der Film auf Platz eins gelistet.